# Adam-lès-Vercel
Adam-lès-Vercel – miejscowość i gmina we Francji, w regionie Burgundia-Franche-Comté, w departamencie Doubs.
Według danych na rok 1990 gminę zamieszkiwało 65 osób, a gęstość zaludnienia wynosiła 20 osób/km² (wśród 1786 gmin Franche-Comté Adam-lès-Vercel plasuje się na 678. miejscu pod względem liczby ludności, natomiast pod względem powierzchni na miejscu 943.).